# Лерос
Ле́рос (греч. Λέρος) — остров в Эгейском море, в группе островов Додеканес (Южные Спорады), принадлежит Греции.

## География
Расположен в 317 км (171 морских миль) к юго-востоку от Афин, между островами Патмос и Калимнос. Площадь — около 53 км². Протяжённость береговой линии — 71 км. На острове находится небольшой аэропорт.

## История
В античное время Лерос был связан с городами Ионии, прежде всего с Милетом. В IV веке до н. э. были построены укрепления у Палиокастро и Ксерокамбоса.
В 1314 году Лерос был захвачен рыцарями Святого Иоанна Родосского и находился под их правлением до 1522 года, после которого весь Эгейский регион оказался под властью Османской империи. Во время турецкого правления Леросу удавалось сохранять определённую независимость, но когда в 1821 году началась Греческая война за независимость, население острова поддержало освобождение Греции.
В 1912 году Лерос оккупировала Италия для создания базы для своего военно-морского флота в Эгейском море. Итальянцы же построили на острове новый город Лаки, главным образом для семей морских офицеров.
Из-за наличия военной базы Лерос во время Второй мировой войны стал центром боевых действий. Битва за Лерос длилась почти 50 дней и ночей с 23 сентября по 16 ноября 1943 года, когда после продолжительных и интенсивных бомбардировок закончилась победой немецкой армии. Битва за остров, вероятно, вдохновила Алистера Маклина на написание романа «Пушки острова Наварон».
9 мая 1945 года Лерос был освобождён, после чего последовала английская оккупация. В январе 1947 года остров вошёл в состав Греции.
В 1957 году на Леросе была построена государственная психиатрическая больница, необходимость в которой возникла в результате перегруженности других греческих клиник. После этого, во времена диктатуры чёрных полковников (1967—1974), на Леросе в лагерях Лакки или Парфени содержали политзаключённых.

## Население
Согласно переписи населения 2001 года на острове проживало 8207 человек.